# Lucas Mebrouk Dolega
Lucas Mebrouk Dolega (* 19. August 1978 in Paris; † 17. Januar 2011 in Tunis) war ein deutsch-französischer Fotojournalist. Dolega starb am 17. Januar 2011, nachdem er wenige Tage zuvor im Zuge der Berichterstattung von den Ausschreitungen in Tunis von einer Tränengasgranate aus nächster Nähe am Kopf getroffen worden war.

## Leben
Dolegas richtiger Name war Loucas von Zabiensky-Mebrouk. Er kam 1978 als Sohn einer deutschen Journalistin und eines französischen Mediziners in Paris zur Welt und besaß sowohl die deutsche als auch die französische Staatsbürgerschaft. Im April 2006 begann Dolega seine Arbeit für die European Pressphoto Agency (epa) in Paris. Im Jahre 2008 dokumentierte er unter anderem fotografisch die Situation im Kongo.
Am 14. Januar 2011, einen Tag nach seiner Ankunft in Tunis, und am Ende einer Demonstration in der Avenue Bourguiba, befand sich Dolega in einer Gruppe von Journalisten an der Ecke rue Gandhi und rue de Marseille. Während seines fotojournalistischen Einsatzes bei Ausschreitungen im Zuge der Jasminrevolution in der tunesischen Hauptstadt Tunis traf ihn dort eine aus kurzer Distanz von Polizisten in die Gruppe der Fotografen abgefeuerte Tränengasgranate, die einen Durchmesser von 5 cm hatte und 20 cm lang war. Sie verletzte Dolega schwer am Auge und der linken Schläfe. Nach der Erstversorgung durch Reporterkollegen wurde er zur Klinik 'Le Secours' gefahren, wo er vor der Verlegung ins Tunis Rabta Neurologic Hospital stabilisiert wurde. Im Tunis Rabta Neurologic Hospital wurde er sofort operiert, im Laufe des Wochenendes verschlechterte sich dann zusehends sein ohnehin kritischer Zustand. Am Morgen des 17. Januar 2011 erlag Lucas Dolega seinen schweren Verletzungen.
Laut Reporter ohne Grenzen war Dolega der erste ausländische Journalist, der im Verlauf der Jasminrevolution getötet wurde. Dolega verstarb im Alter von 32 Jahren.
Die Lucas-Dolega-Gesellschaft möchte mit ihrem – erstmals Ende August 2011 – jährlich ausgerufenen Lucas-Dolega-Award Fotojournalisten würdigen, „die in Krisen- und Konfliktgebieten ihr Leben riskieren.“